# Sukoreno (Sentolo)
Sukoreno is een bestuurslaag in het regentschap Kulon Progo van de provincie Jogjakarta, Indonesië. Sukoreno telt 7321 inwoners (volkstelling 2010).